# Recurs energètic
|  | No s'ha de confondre amb recurs natural. |

Es considera recurs energètic tota aquella substància  sòlida,  líquida o gasosa, de la qual podem obtenir energia a través de diversos processos. L'ampli grup de substàncies que conformen el conjunt dels recursos energètics pot ser agrupat en dues categories generals en funció del seu procés de formació i de la seva disponibilitat.

## Recursos no renovables
Els recursos no renovables són tots aquells recursos que es troben en una quantitat limitada al planeta, per tant amb el temps poden acabar desapareixent al conformar un sistema en què només hi ha sortides per despesa, i cap entrada posat al fet que la majoria d'aquests recursos s'originen per l'acció dels agents geològics interns i, per tant, la seva síntesi és extremadament lenta, la qual cosa origina que la seva taxa de consum sigui molt superior a la seva taxa de síntesi, la qual cosa els converteix en alguna cosa limitat.

### Combustibles fòssils

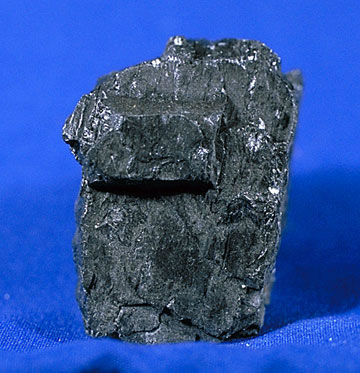
Carbó mineral

Dins d'aquest grup de recursos hi ha el petroli, el carbó i el gas natural, tots ells depenen dels processos geològics interns per a la seva formació per tant la seva síntesi és molt lenta, menyspreable en l'escala de temps humana, aquests recursos van iniciar la seva formació fa milions d'anys a partir de matèria orgànica tant animal com vegetal que va quedar confinada en condicions anòxiques iniciant-se processos de respiració anaeròbica.
- En el cas del petroli, aquest es va formar a causa de la mort massiva i precipitació del plàncton marí sobre el llit de l'oceà, compost aquest per sorres i argiles, amb el pas del temps les sorres i argiles es van convertir en roques sedimentàries i la matèria orgànica es va convertir en petroli després de patir un procés de fermentació, com els hidrocarburs que es compon el petroli són molt més lleugers que l'aigua, aquests van començar a ascendir separant-se de la roca original que el contenia, la major part d'aquests hidrocarburs es van evaporar en arribar a la superfície de l'oceà difonent en l'atmosfera terrestre però en alguns casos aquesta massa d'hidrocarburs en ascens es troba amb una massa de roca impermeable que deté el seu ascens obligant el petroli a acumular-se en les roques poroses adjacents denominades roques magatzem, quedant aquesta massa de petroli limitada a la part inferior per una bossa d'aigua de mar i en la superior per una bossa de gas (gas natural), gran part per metà i originada per l'alliberament de gasos durant la respiració anaeròbica de la matèria orgànica.

- El carbó es forma a partir de la matèria orgànica d'origen vegetal acumulada al fons de llacs o deltes, on aquesta queda sotmesa a condicions anòxiques la qual cosa impedeix la seva destrucció per microorganismes aerobis. Amb el temps aquesta matèria es recobreix de sediments que cada vegada a mesura que s'acumulen més materials es van fent més gruixuts i pesants sotmetent a la matèria orgànica a una pressió cada vegada major la qual cosa provoca una sèrie de canvis en la seva estructura molecular originant així el carbó, en funció de la pressió a la qual ha estat sotmès i de la seva concentració en carboni es diferencien tres tipus de carbó, lignit, hulla i antracita. A partir d'aquests recursos es poden obtenir grans quantitats d'energia alliberada en trencar els enllaços que componen les seves molècules durant reaccions de combustió en les quals a partir de la combinació de la matèria orgànica amb l'oxigen atmosfèric s'allibera diòxid de carboni, aigua i una gran quantitat d'energia calorífica.

Els combustibles fòssils són un dels principals recursos energètics emprats per l'ésser humà, ja que alliberen per combustió una gran quantitat d'energia, la qual pot ser emprada per escalfar llars, cuinar... De la mateixa manera aquesta energia pot aprofitar-se per a moure vaixells avions i altres vehicles que gràcies a mecanismes com el motor de vapor el d'explosió o les turbines, són capaços de transformar aquesta energia alliberada en la combustió, en moviment, energia mecànica. Finalment l'energia alliberada en la combustió també pot ser transformada en energia elèctrica procés que es realitza en les centrals elèctriques.
Un dels principals inconvenients d'aquests combustibles és la seva elevadíssima emissió de gasos amb efecte d'hivernacle i contaminants com el diòxid de carboni, els òxids de nitrogen, i els òxids de sofre que solen formar-se en els processos de combustió d'aquests combustibles, provocant aquestes emissions augments en la temperatura global, alteracions del clima, pluja àcida, entre altres efectes perniciosos que justifiquen els esforços duts a terme per a limitar el seu ús.

### Combustibles nuclears
Es consideren combustibles nuclears a determinats elements com l'urani o el plutoni que es caracteritzen per la seva elevada massa atòmica i per tenir un nucli atòmic molt més gran que el de la resta dels elements que cosa els fa especialment inestables i susceptibles de patir desintegració radioactiva, donant lloc a un parell d'àtoms de menor massa molecular (elements fills) i alliberant en el procés una gran quantitat d'energia que en les centrals nuclears s'empra per formar vapor d'aigua que acciona les turbines i l'alternador produint grans quantitats d'energia elèctrica. Malgrat el gran rendiment energètic d'aquests combustibles la qual cosa és una de les seves principals avantatges es troben en quantitat força limitada a la superfície terrestre, la seva purificació és costosa i els residus generats són perillosos per la seva alta radioactivitat la qual es perpetua durant fins i tot milions d'anys

## Recursos potencialment renovables

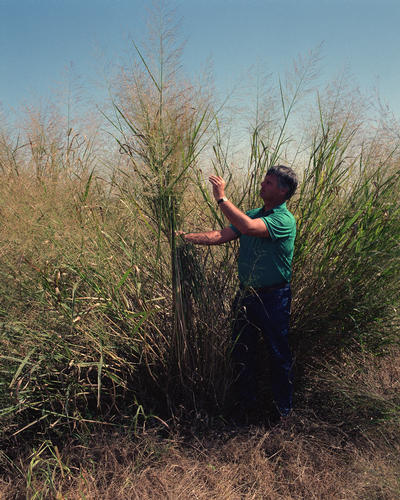
Panicum virgatum.

Els recursos potencialment renovables fan referència a tots aquells recursos que s'originen de forma prou ràpida perquè puguin ser considerats com renovables, sempre que la velocitat a la qual es consumeixen no sigui superior a la velocitat a la qual es formen posat al fet que això provocaria l'extinció d'aquests recursos, un recurs potencialment renovable és la matèria vegetal i animal (biomassa), ja que tant els vegetals com els animals poden desenvolupar-se a una velocitat prou ràpida perquè el consum d'aquests per l'ésser humà sigui sostenible. No obstant això a causa del ritme actual de desenvolupament de la societat en poc temps i si no s'apliquen certes mesures de sostenibilitat en la seva explotació la taxa de consum serà massa elevada com per permetre la regeneració d'aquests recursos.
La biomassa constitueix una de les alternatives a l'ús de combustibles fòssils, aquesta presenten avantatges, com el seu caràcter sostenible, el possible aprofitament dels residus, ja que la major part dels residus orgànics que d'altra manera es degradarien en els abocadors, poden ser aprofitats per produir energia. Aquesta emissió és molt més sostenible, ja que si la gestió d'aquests recursos és responsable i moderada, gran part del diòxid de carboni emès en la combustió pot ser absorbit novament pels vegetals afavorint això el desenvolupament de la biomassa.

## Recursos renovables
Es consideren recursos renovables a tots aquells dels quals es pot obtenir energia sent el seu caràcter il·limitat una de les seves principals característiques, ja que conformen un sistema en què només hi ha entrades per síntesi, ja que les sortides per consum resulten menyspreables en comparació amb la ingent magnitud de les entrades. L'origen de tots aquests recursos renovables es troba en el sol la principal font d'energia de tot el sistema solar que al seu torn activa en la terra la dinàmica atmosfèrica, per tant sent aquest el responsable de recursos renovables com el vent l'aigua que transita pels rius i els mars. Altres d'aquestes són: Biomassa;  boscos i fusta, productes de l'agricultura, aigua, energia hidràulica (pot ser hidroelèctrica), radiació solar, vent, ones, energia geotèrmica.